# ひかわかよ
ひかわ かよは日本の脚本家。

## 作品

### テレビドラマ
- なでしこ隊 〜少女達だけが見た“特攻隊”封印された23日間〜（2008年、フジテレビ）　共同脚本
- 郷土の偉人シリーズ（テレビ熊本）
  - 夢の足跡　画家マナブ間部　〜ブラジルと日本に架けた虹〜　ブラジル日本移民100周年記念（2008年）
  - 四賢婦人　矢嶋楫子とその姉たち〜女性の扉を開けた信念の人〜（2009年）
  - 空の開拓者　日野熊蔵伝（2010年）
  - 海の司令官　小西行長〜秀吉が日本を託した男〜（2011年）
  - 故郷と共に歩んだ真の指導者　河津寅雄（2012年）
- NEXT（2009年、関西テレビ）
  - 恋作する女
  - ラストメッセージ
- 目線（2010年、フジテレビ）
- 恋する日本語（2011年、NHK）3本担当
- ブルータスの心臓 （2011年、フジテレビ）
- 最後の絆 沖縄・引き裂かれた兄弟 〜鉄血勤皇隊と日系アメリカ兵の真相〜 （2011年、フジテレビ）
- 新・ミナミの帝王 （関西テレビ）
  - 第3作 仕掛けられた罠（2012年）
  - 第5作 紙クズ商売（2013年）
  - 第8作 金儲けの方法、教えます!（2014年）
  - 第10作 美人詐欺師の罠（2015年）
  - 第12作 命の値段（2017年）
  - 第15作 ニンベンの女（2018年）
  - 第17作 親の心子知らず、子の心親知らず（2019年）
  - 第19作 失われた絆（2020年）
  - 第20作 銀次郎の愛した味を守れ！（2021年）
  - 第21作 スキャンダルを暴け！銀次郎に託された遺言（2022年）
  - 第22作 銀次郎の新たな敵は神様！？（2023年）
- 推理作家・池加代子〜殺しのシナリオ〜（2012年、フジテレビ）
- 東野圭吾ミステリーズ 犯人のいない殺人の夜（2012年、フジテレビ）
- よく眠れる森のレストラン アナタのココロをおもてなし（2012年、NHK BSプレミアム）
- たべものがたり 彼女のこんだて帖（2013年、NHK）2本担当
- 高梨さん（2013年、NHK）3本担当
- 救命病棟24時 第5シリーズ（2013年、フジテレビ）4本担当
- 孤独の密葬〜翻訳家の殺人推理〜（2013年、フジテレビ）
- 医龍4〜Team Medical Dragon〜（2014年、フジテレビ）5本担当
- GTO　(2014年)（2014年、フジテレビ）1本担当
- 刑事吉永誠一 涙の事件簿（テレビ東京・BSテレ東）
  - 新・刑事吉永誠一（2014年）3本担当
  - 刑事吉永誠一 湖で拾った女（2016年）
- 金沢のコロンボ2（2014年、テレビ東京・BSテレ東）
- はぐれ署長の殺人急行 第1作 九十九里浜迷宮ダイヤ（2016年、TBS）
- 嫌われる勇気（2017年、フジテレビ）2本担当
- セシルのもくろみ（2017年、フジテレビ）
- ストロベリーナイト・サーガ（2019年、フジテレビ）5本担当
- 小説王（2019年、フジテレビ）4本担当
- 奇跡のバックホーム（2022年、朝日放送テレビ）
- やんごとなき一族（2022年、フジテレビ）第4話
- 個人差あります（2022年、東海テレビ）[1]
- ポップUP!ひるドラ 昼上がりのオンナたち～ワタシの選択～（2022年、フジテレビ）
  - 第1話 情と愛情の分岐点
  - 第2話 ときめきと妥協の分岐点
- ギフテッド Season1（2023年、東海テレビ・WOWOW）第2、5、8話
- 日本テレビ開局70年スペシャルドラマ「テレビ報道記者〜ニュースをつないだ女たち〜」（2024年3月5日、日本テレビ）[2]
- 花咲舞が黙ってない（2024年、日本テレビ）第3、5、9話
- 放課後カルテ（2024年、日本テレビ）

### インターネットドラマ
- 婚外恋愛に似たもの（2018年、dTV）
- きょうも片想い（2019年、WATCHY）
- 小説王（2019年、FOD）
- ミセス・ロスト〜インタベンショニスト・アヤメ（2020年、ギャンブル依存症問題を考える会 Twitter 公式アカウント）
- 前略 ハルカ様（2021年、ギャンブル依存症問題を考える会 Twitter 公式アカウント）
- 嘘つきは○○のはじまり（2022年、ギャンブル依存症問題を考える会 Twitter 公式アカウント）

### 映画
- HOT SNOW（2011年、メディアプルポ）原作、脚本
- 劇場版 新・ミナミの帝王（2017年、KATSU-do）